# Weißler Höhe
Die Weißler Höhe, auch Weißlerhöhe genannt, ist eine 456,2 m ü. NHN hohe Erhebung im Taunus. Sie liegt bei Oberfischbach im rheinland-pfälzischen Rhein-Lahn-Kreis. Auf der Gipfelregion liegen Reste des Ringwalls Weißler Höhe.

## Geographie

### Lage
Die Weißler Höhe erhebt sich im westlichen Hintertaunus im Naturpark Nassau. Ihr Gipfel liegt 3,5 km südwestlich von Katzenelnbogen, 2,1 km westlich von Mittelfischbach, 1,7 km westnordwestlich von Oberfischbach, 2,5 km nordnordwestlich von Rettert, 2,5 km östlich von Niedertiefenbach, 0,9 km südsüdöstlich von dessen Ortsteil Hof Bleidenbach und 3 km südöstlich von Roth. Die Erhebung befindet sich im östlichen Teil des Einrich im Staatsforst Katzenelnbogen.
Nach Norden fällt die Landschaft der Weißler Höhe zum Dörsbach ab. Südlich des Berges entspringt der Hasenbach-Zufluss Grundbach. Von Katzenelnbogen führt – über die gipfelnahe Bergnordflanke und vorbei am Hof Bleidenbach – die Kreisstraße 51 nach Roth. Etwa 1,3 km südwestlich des Berggipfels erhebt sich östlich des Obertiefenbacher Weilers Spriestersbach der Berg Ringmauer (448,9 m).

### Naturräumliche Zuordnung
Die Weißler Höhe gehört in der naturräumlichen Haupteinheitengruppe Taunus (Nr. 30), in der Haupteinheit Westlicher Hintertaunus (304) und in der Untereinheit Katzenelnbogener Hochfläche (304.9) zum Naturraum Zentrale Katzenelnbogener Hochfläche (304.92). Nach Nordwesten und Westen fällt die Landschaft in den Naturraum Unteres Dörsbach-Tiefenbach-Gebiet (304.91) ab.

## Sehenswertes
Etwa 0,6 km südwestlich vom Gipfel der Weißler Höhe liegt am quellnahen Oberlauf des Grundbachs die als Naturdenkmal ausgewiesene Wildweiberhöhle. Ihre Felsformation ist eine gefaltete quarzitische Sandstein-/Taunusquarzit-Schicht des Unterdevons.

## Ringwall Weißler Höhe
In der Nähe des Gipfels liegt der Ringwall Weißler Höhe. Die Überreste sind im Gelände nur noch schwach sichtbar und zeichnen sich als steinige Erdstufe von maximal 1 m Höhe ab. Es ist anzunehmen, dass die Wallanlagen als Steinbruch verwendet wurden und so unter anderem dem Wegebau zum Opfer fielen. Die Wallanlage selbst befand sich hier auf der zu allen Seiten hin sanft abfallenden Bergspitze.

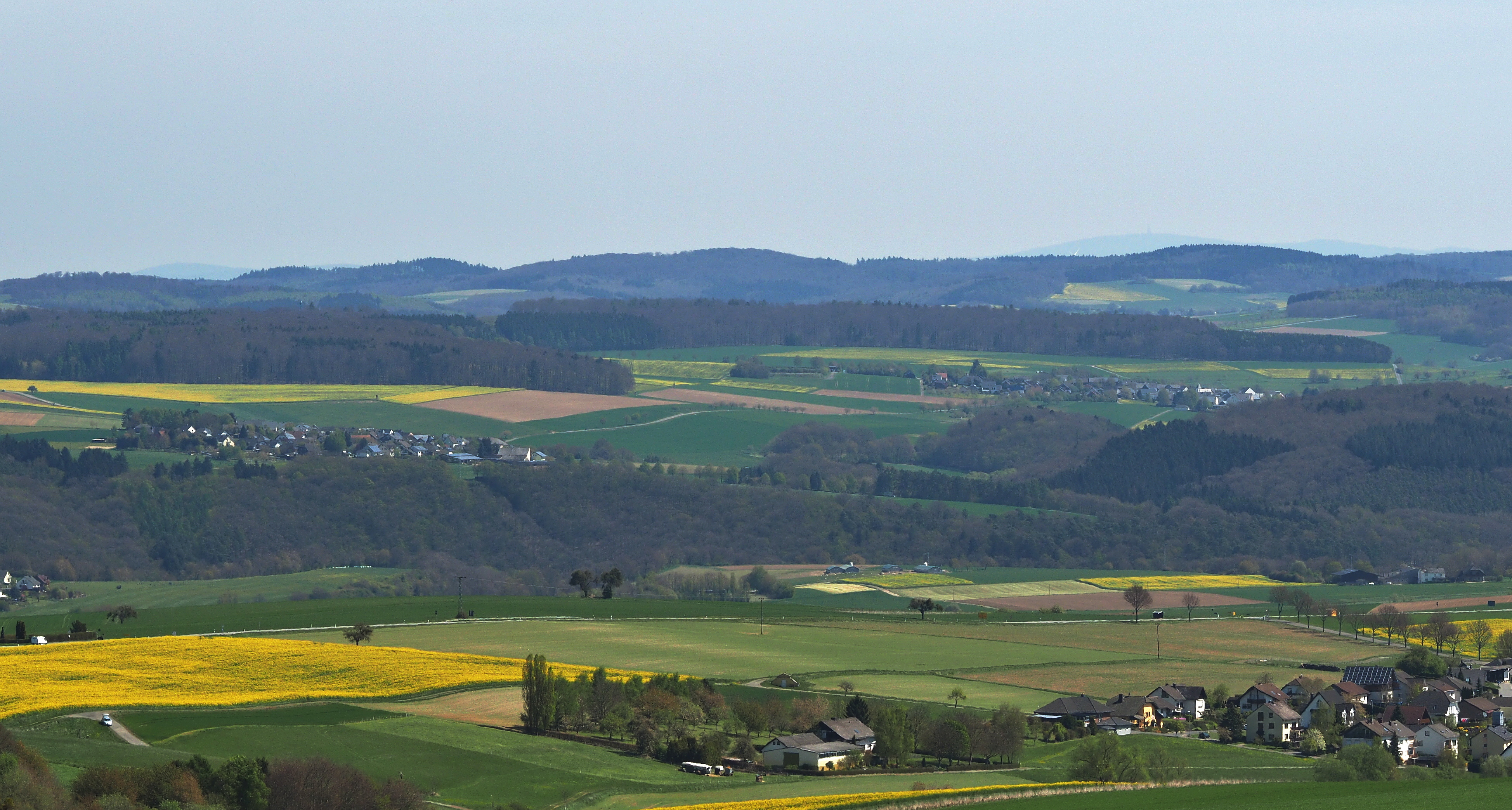
Blick vom Aussichtspunkt Heisebäumchen bei Dachsenhausen ostwärts zur Weißler Höhe (mittig)
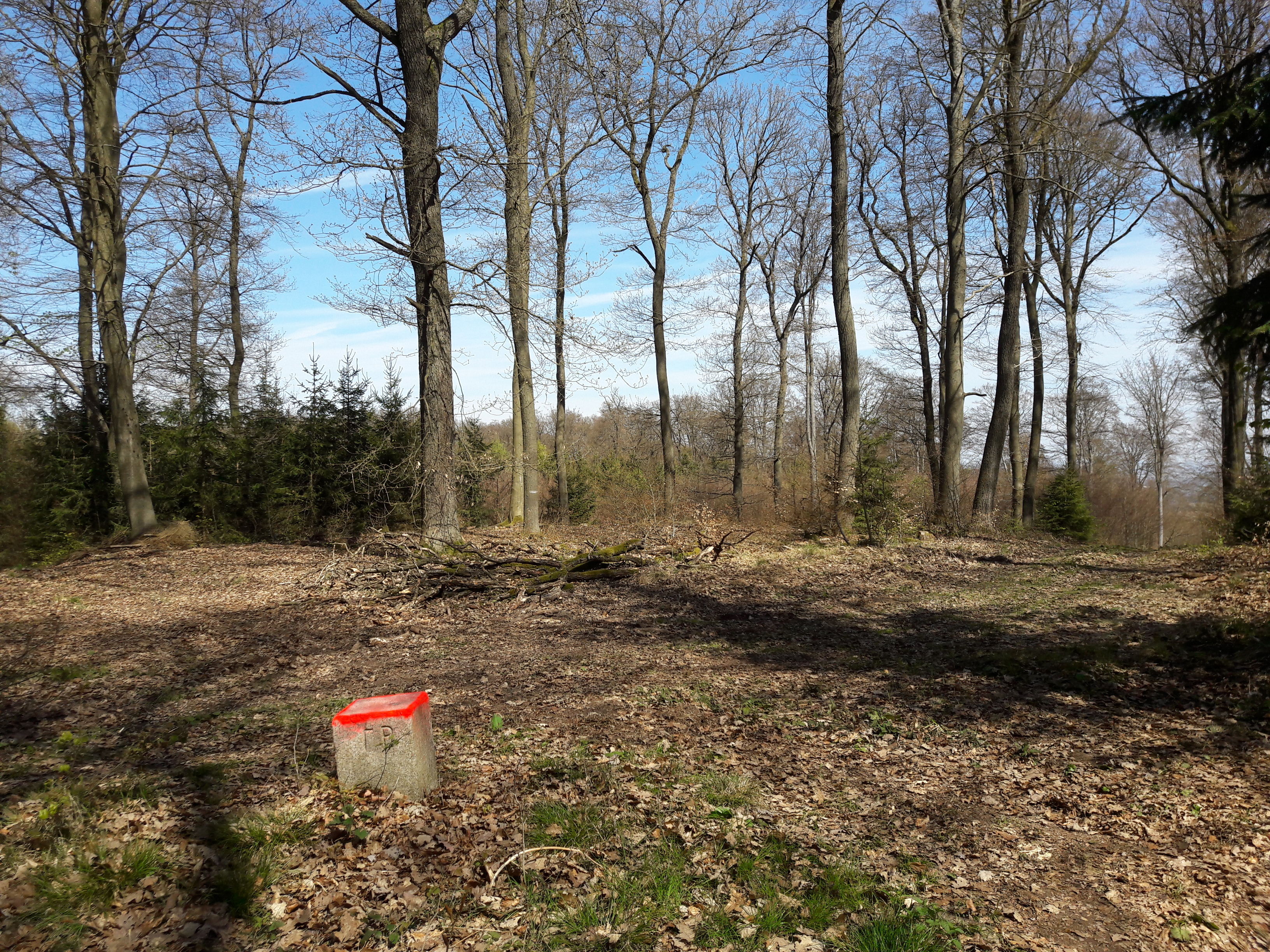
Gipfel der Weißler Höhe mit Wegkreuz und Vermessungspunkt; Blick nach Norden